# Gastrochilus pechei
Gastrochilus pechei  (лат.) — вид однодольных растений рода Гастрохилус (Gastrochilus) семейства Орхидные (Orchidaceae). Под текущим таксономическим названием был описан немецким ботаником Отто Кунце в 1891 году.

## Распространение, описание
Эндемик Мьянмы, распространённый в штате Мон и административной области Танинтайи.
Эпифитное растение-хамефит.

## Синонимы
Синонимичное название — Saccolabium pechei Rchb.f.basionym.